# Чедеголо
Чедего̀ло (на италиански: Cedegolo, на източноломбардски: Sedegòl, Седегол) е село и община в Северна Италия, провинция Бреша, регион Ломбардия. Разположено е на 413 m надморска височина. Населението на общината е 1243 души (към 2013 г.).